# Fort Apache
Pour le film intitulé Fort Apache en anglais, voir Le Massacre de Fort Apache.
Fort Apache est un jeu vidéo de type wargame conçu par Edward Grabowski et publié par Impressions Games en 1991 sur IBM PC, Amiga et Atari ST. Le jeu se déroule dans le Far West et met le joueur aux commandes d’un régiment de l’armée des États-Unis dont il doit assurer la formation tout en protégeant les pionniers contre les Indiens. Le jeu est composé de plusieurs missions.
Fort Apache fait partie d’une série de wargames publiés par Impressions Games et partageant le même moteur de jeu. Généralement désignée sous le titre de « série Miniatures », elle est composée de wargames qui se focalisent sur un affrontement historique individuel plutôt que sur une campagne, qui utilisent des règles simplifiées et qui ressemble plus à des jeux de figurines qu’a des wargames classiques. Initiée par Rorke's Drift en 1990, la série inclut notamment les jeux The Charge of the Light Brigade (1991), Cohort (1991) et Cohort 2 (1993),.

## Système de jeu
Le joueur incarne un capitaine récemment affecté à la défense du Fort Apache dans les collines de Devilbush. Il a pour objectif de protéger les diligences, la voie ferrée et les ranchs locaux contre les raids menés par des gangs de bandits et des indiens. Il doit également maintenir la paix avec la tribu des Comanches et empêcher les colons de pénétrer dans les montagnes. Tout en accomplissant ces missions, qui impliquent de nombreux combats, le joueur doit gérer son régiment en assurant la formation des nouvelles recrues avant qu’elles ne soient envoyées à Fort Dix pour participer à la guerre. Le jeu se déroule au tour par tour, chaque tour représentant une journée. Une partie couvre une période d’un an régulièrement ponctiué par des évenements aléatoires. Au terme de la partie, le joueur peut être promu au rang de major s’il a correctement rempli sa tâche. L’interface du jeu utilise un système de contrôle similaire à celui des précédents titres de la série, comme Rorke's Drift et Cohort. Un système de menu permet au joueur de réaliser différentes actions comme définir des itinéraires de patrouilles, envoyer de petites troupes pour faire régner l’ordre ou déplacer l’ensemble de son régiment pour attaquer un gang ou simplement sécurisé une zone régulièrement attaquée. Après s’être occupé des problèmes, il peut ordonner à ses troupes de revenir à la base puis s’occuper de la paperasse. Il doit en effet transmettre à sa hiérarchie des mémos sur les actions et performances de ses soldats. 

## Accueil
| Fort Apache  |      |       |
| Média        | Pays | Notes |
| Amiga Action | RU   | 72 %  |
| Amiga Format | RU   | 68 %  |
| Gen4         | FR   | 55 %  |
| Joystick     | FR   | 88 %  |

À sa sortie, Fort Apache fait l’objet d’une critique plutôt positive du journaliste Jason du magazine Amiga Action. Celui-ci note que ce nouveau jeu d’Impressions Games s’inspirant des jeux de figurines est dans la lignée des précédents titres de la série, Rorke's Drift et Cohort, avec lesquels il partage une interface « facile à prendre en main » et « un gameplay déficient ». Malgré ces similitudes, il le considère comme le meilleur jeu de la série même si, selon lui, il n’est pas non plus très impressionnant et nécessite d’être essayé avant d’être acheté. Le journaliste d’Amiga Format juge qu’avec Fort Apache, Impressions Games parvient à nouveau à proposer un jeu de stratégie qui bénéficie de « jolis graphismes », dans la lignée de The Charge of the Light Brigade mais avec une interface plus évoluée. Il conclut que « sans être fascinant », le jeu constitue « un wargame divertissant » qu’il recommande pour son originalité. Pour le journaliste de Gen4, Fort Apache constitue « un jeu distrayant » qui est en revanche desservi par « des graphismes et des animations d’une pauvreté navrante » et par « des temps de chargement trop long » entre les missions. Le journaliste de Joystick juge au contraire que ses graphismes sont « mignons » et ses effets sonores bien réalisé, mais regrette que son interface soit confuse et qu’il soit un peu lent, ce qui le rend « lassant ». Il ne le considère donc que comme un demi-succès, qui reste néanmoins meilleur que la plupart des jeux du même genre.